# سيفاستي كيريازي
سيفاستي كيريازي-داكو (سيفاستي دي كيرياس) (حوالي 1871-1949) قوميّة ألبانية ومعلمّة ومبشرة بروتستانتية، ومؤلفة ورائدة في تعليم الإناث الألبانيات، وناشطة في الصحوة الوطنية الألبانية.

## الحياة وبداية مسيرتها المهنية

### النشأة
ولدت سيفاستي حوالي عام 1870 لعائلة كيريازي (كيرياس) القوميّة من تيرنوفي في موناستير (مقدونيا الشمالية اليوم)، وكانت السادسة من بين عشرة أطفال. انتمت عائلتها للطائفة الأرثوذكسية، والتحقت في سن الرابعة بمدرسة ابتدائية تدرس باللغة اليونانية. تعلمت في شبابها عدة لغات (الألبانية واليونانية والبلغارية والفالاشية والتركية والإنجليزية). كانت وعائلتها على اتصال وثيق بالوطنيين الألبان والمبشرين البروتستانت الأمريكيين الذين أداروا مدرسة وقدموا خدمات دينية بالقرب من منزلهم في موناستير. التحقت سيفاستي بالمدرسة الأمريكية وتخرجت بشهادة المدرسة الثانوية في يوليو 1888.

### التعليم
التحقت سيفاستي بالكلية الأمريكية للبنات في القسطنطينية بين عامي 1888-1891. تولى شقيقها القس جيراسيم كيريازي تسجيلها. قُبلت كطالبة في السنة الثانية وتخرجت في عام 1891 من صف ضم 8 نساء وحصلت على درجة البكالوريوس في الآداب، لتصبح أول أنثى ألبانية تكمل تعليمها الجامعي. كان هدفها من الالتحاق بالكلية أن تعد نفسها لمساعدة شقيقها جيراسيم في فتح مدرسة للبنات في ألبانيا. عدت سيفاستي كل من كلارا هاملين (مديرة الكلية وابنة سايروس هاملين)، وفلورنس فنشام، وماري ميلز باتريك، وإيدا برايم، وكارولين بوردن، وعائلة غرانديناروف البلغارية المؤثرين الرئيسيين فيها في الكلية.
دعا جيراسيم كيريازي الأخوة فراشيري (عبدل فراشيري وسامي فراشيري ونعيم فراشيري) وهم من الألبان المؤثرين، لحضور حفل تخرج سيفاستي. استغل نعيم فراشيري دوره في الحكومة العثمانية لتسجيل شهادتها رسميًا والحصول على إرادة (مرسوم رسمي) لافتتاح أول مدرسة ألبانية للبنات في كورتشي.

### النشاط التبشيري البروتستانتي
انضمت سيفاستي إلى المجتمع البروتستانتي الذي أسسه شقيقها جيراسيم، رغم أنها كانت مسيحية أرثوذكسية بالولادة. تولت تدريس الكتاب المقدس واجتماعات الصلاة للنساء في كورتشي. كانت «امرأة ملتزمة بالكتاب المقدس» ومُولّت من قبل مجلس البعثات النسائية في المجلس الأمريكي للمفوضين للبعثات الأجنبية، وجمعية المعونة لبعثات أراضي الكتاب المقدس. عرفت نفسها كمبشرة عند سفرها إلى الولايات المتحدة لزيارة إلين ستون وبيت جون هنري عام 1904.

### مدرسة كورتشي للفتيات (1891-1914)

#### التأسيس والأعمال
عادت سيفاستي إلى موناستير بعد تخرجها من الكلية ثم إلى كورتشي، حيث انضمت إلى شقيقها جيراسيم في افتتاح مدرسة للفتيات تدرّس باللغة الألبانية، وتولت سيفاتسي إدارتها. عملت المدرسة في ظل ظروف صعبة بما في ذلك الفقر والتحيز ضد تعليم الإناث وصعوبة الحصول على الكتب والمعارضة السياسية من السلطات العثمانية المحلية والمعارضة السياسية والكنسية من الكنيسة الأرثوذكسية اليونانية. حافظت المدرسة- رغم الظروف غير المواتية- على معدل تسجيل سنوي بلغ 47 طالبة خلال الفترة 1891-1913. استقبلت المدرسة عددًا كبيرًا من الزوار مثل إديث دورهام عام 1901 وهنري برايلسفورد عام 1904.

#### التعليم الديني
عُرفت المدرسة أثناء عملها بالمدرسة البروتستانتية المسيحية، وكان مؤسسوها من الإنجيليين، ودُعمت من قبل المنظمات البروتستانتية، وتضمنت مناهجها التعليمية مواد دينية مع نصوص توراتية، واستخدمت مبانيها لمدرسة الأحد الإنجيلية وخدمات العبادة. رحبت المدرسة بالطلاب من جميع الأديان ولم يطلب أساتذتها التحول إلى البروتستانتية. أشاد بها الألبان من جميع الأديان والطبقات باعتبارها «حضنًا وطنيًا».

#### القيادة
تولت سيفاستي كيريازي عندما توفي جيراسيم كيريازي في عام 1894، المسؤولية الكاملة عن مدرسة البنات، وكان عمرها 23 عامًا. شاركها القيادة على مدار السنوات اللاحقة كل من لوكا تيرا وفانكا إفثيم وثاناس سينا وغريغور سيلكا وجيرج كيريازي وجون سيكو، وطلبت في النهاية المساعدة من المبشرَين البروتستانت الأمريكيَين فينياس وفيوليت بوند كينيدي، اللذين وصلا إلى كورتشي عام 1908 (كانت فيوليت ابنة المبشر البروتستانتي الأمريكي في موناستير لويس بوند، وكانت صديقة سيفاستي المقربة طوال فترة الطفولة والجامعة).

#### الإغلاق
استمرت المدرسة في العمل خلال عام 1914، حتى أجبرت ظروف الحرب والأعمال العدائية اليونانية في كورتشي على إغلاقها.

### الزيارة الأولى للولايات المتحدة
سافرت سيفاستي كيريازي إلى الولايات المتحدة في صيف عام 1904، بعد أن أمضت 13 عامًا كمديرة لمدرسة كورتشي الألبانية للبنات. تولت باراشكيفي كيريازي إدارة المدرسة في غيابها. وصلت سيفاتسي إلى نيويورك في أغسطس 1904، وزارت أصدقاء في نيويورك وبوسطن وشيكاغو، وتحدثت عن ألبانيا في مجتمعات نسائية مختلفة. أقامت لمدة شهر مع إلين ستون وزارت جين أدامز وهال هاوس.
وصفت زيارتها للولايات المتحدة بأنها «لمحة من الحرية». زارت في طريق عودتها إلى ألبانيا في مايو 1905، لندن وباريس وفيينا قبل أن تتوقف في بوخارست، حيث التقت بانديلي إيفانجيلي وكريستو داكو (1880-1941) الذي أصبح زوجها فيما بعد، وكان وقتها حديث التخرج من جامعة بوخارست والأمين العام لجمعية «ديتوريا» الألبانية. طلبت سيفاستي من داكو إعداد أول كتب رياضيات بالألبانية.

### النفوذ الوطني المبكر
دُعيت سيفاستي في عام 1908 لتمثيل مدرستها للبنات في مؤتمر موناستير، والذي هدف إلى تسوية مسألة الأبجدية الألبانية. لم تتمكن سيفاستي من الحضور، وحضرت أختها باراشكيفي مكانها. زار وفد من المؤتمر مدرسة البنات في كورتشي بعد اختتام المؤتمر، وتضمن لويج غوراكوكي وفهيم زفالاني ونيزهت فريوني. دُعيت سيفاستي في عام 1909 بصفتها مديرة المدرسة للمشاركة في مؤتمر مدارس ألبانيا، الذي هدف إلى تحسين التعليم الوطني في ألبانيا. حضرت برفقة شقيقها جيرج كيريازي.

### الزواج والأطفال
تزوجت سيفاستي من كريستو داكو في 4 أغسطس 1910. نظم مراسم الزواج المبشر البروتستانتي القس تشارلز تيلفورد إريكسون. أنجبا طفلين هما ألكسندر «سكيندر» داكو (1910-1995) وجيرج داكو (1913-1949). الترجمة الإنجليزية الكاملة لاسميهما كانت ألكسندر جيراسيم داكو وجورج تشارلز داكو (على نفس اسمي أخويها المتوفين جيراسيم وجيرج).

### الصداقة مع تشارلز كرين
زار رجل الأعمال الأمريكي تشارلز ريتشارد كرين سيفاستي وزوجها كريستو داكو في موناستير عام 1911، وكان عضوًا في مجلس إدارة الكلية الأمريكية للفتيات في القسطنطينية وسعى لمعرفة المزيد عن ألبانيا والشرق الأدنى. علم كرين بأمر سيفاستي وكريستو من خلال عميد معهد أوبرلين وأستاذ داكو سابقًا في أوبرلين إدوارد آي بوسورث. حافظوا على علاقات صداقة وعمل لسنوات عديدة، وقضوا فيما بعد عدة إجازات صيفية في منزل السيد والسيدة كرين الصيفي في وودز هول في ماساتشوستس.

### النفي من ألبانيا والرحلة إلى الولايات المتحدة الأمريكية
أجبرت الأعمال العدائية اليونانية في كورتشي عام 1914 سيفاستي وزوجها وطفليهما على الفرار من ألبانيا، وأغلقت مدرسة البنات. أمضوا حوالي سنة في بوخارست وصوفيا قبل الهجرة إلى الولايات المتحدة في عام 1915 واستقروا في ناتيك وساوثبريدج وماساتشوستس، حيث ساعدت زوجها في افتتاح أول مدرسة ألبانية في أمريكا في جمعية الشبان المسيحية المحلية. أعيد توطينهم في بوسطن (جامايكا بلين) حيث ساعدت سيفاستي أختها في نشر الدورية نصف الشهرية مورنينغ ستار (1917-1920)، وأصبحت وزوجها أكثر انخراطًا في قضية فاترا والقضية الوطنية الألبانية.